# F400 EC

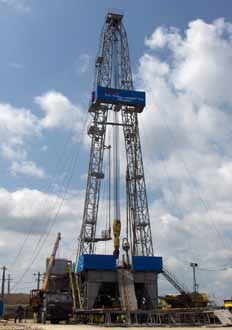
Instație electrică de foraj F400 EC

F400 este o instație electrică folosită pentru foraje.

## Caracteristici
- Adâncimea de foraj recomandată: 5000 - 7000m (cu prăjini 4 1/2)
- Sarcina maximă la cârlig: 400 tone-forță
- Sistem de lucru (număr cabluri): 12
- Număr viteze operare cârlig: 4
- Putere troliu de foraj: 2300HP
- Tensiune maximă: 44 tone-forță
- Diametrul cablului de lucru: 35 milimetri
- Putere maxima în lagăr: 600HP
- Numărul de viteze la masa Rotary: două înainte și două invers
- Dimensiune maxima a pătratului mesei Rotary: 698.5 milimetri (27 1/2”)
- Lungime maxima a scărilor de pe mast: 27 metri
- Grupuri motopompa: 2
- Putere maxima pentru pompele de noroi: 1300HP